# Assergi
Assergi is een dorp met zo'n 500 inwoners dat behoort tot de Italiaanse gemeente L'Aquila. Het ligt op een hoogte van ongeveer 1000 meter aan de zuidzuide van het massief van de Gran Sasso.
De plaats ligt op het punt waar de autosnelweg A24 (Teramo  - Rome) uit de 10 kilometer lange Gran Sassotunnel komt. Deze tunnel biedt ook toegang tot de Laboratori Nazionali del Gran Sasso, een laboratoriumcomplex dat tot de grootste ter wereld gerekend mag worden. 
Assergi heeft een kleine middeleeuwse kern en een 11de-eeuwse stadsmuur. In het dorp bevindt zich ook een bezoekerscentrum van het Nationaal Park Gran Sasso e Monti della Laga.

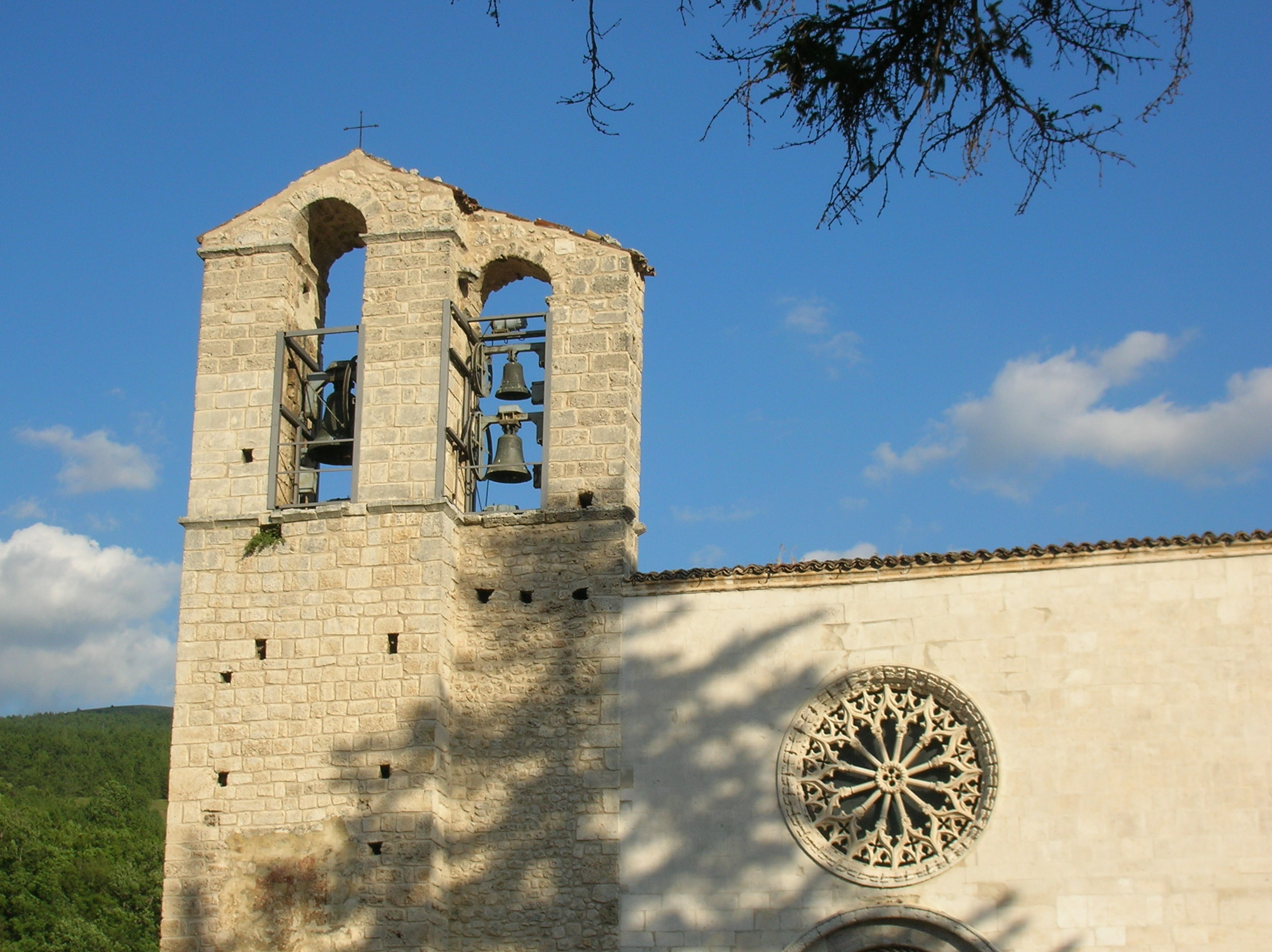
Kerk in Assergi